# Druckabfall im Flugzeug
Der plötzliche Druckabfall in einem Flugzeug mit Druckkabine ist das schnelle Abfallen des Luftdrucks in der Flugzeugkabine mit Angleichung an den außerhalb des Flugzeugs herrschenden, von der aktuellen Flughöhe bestimmten Druck. Er stellt eine Luftnotlage dar, da je nach Flughöhe akute Erstickungs- und Hypothermiegefahr für die Flugzeugbesatzung und die Passagiere besteht.
Daneben kann eine explosive Dekompression auch eine Gefahr für die Flugzeugstruktur darstellen. Der plötzliche Druckabfall wird in diesem Fall durch einen Schaden am Flugzeugrumpf ausgelöst. Während des Vorgangs können elektrische, mechanische wie auch hydraulische Leitungen beschädigt werden, und im schlimmsten Fall wird das Flugzeug dadurch völlig unkontrollierbar.

## Ursachen
Durch die technische Vorrichtung der Druckkabine wird in Flughöhen, in denen wegen des geringen Luftdrucks kein menschliches Überleben mehr möglich ist, der Kabineninnenraum gegenüber der Umgebung unter Überdruck gehalten. Der im Flugzeug herrschende Druck ist, da die Kabine unter anderem aus Gewichtsgründen nicht für beliebig hohe Druckdifferenzen ausgelegt wird, allerdings geringer als der Luftdruck auf Meereshöhe und entspricht in einem Verkehrsflugzeug typischerweise dem Luftdruck, der in einer Höhe von etwa 2.500 m bzw. 8.200 ft. herrscht.
Ein unerwünschter Abfall des Kabinendruckes kann mit unterschiedlicher Geschwindigkeit erfolgen. Die amerikanische Bundesluftfahrtbehörde FAA teilt diesbezüglich nach drei möglichen Typen ein: Explosive Dekompression in weniger als einer halben Sekunde, schnelle und langsame Dekompression.
Als Ursachen kommen menschliches Versagen, ein technischer Defekt der Regelung des Druckes oder aber eine Beschädigung des Flugzeugrumpfes durch Materialermüdung, Explosion, Beschuss, Versagen von Fenstern, Türen oder Druckschotts in Frage.

### Explosive Dekompression
Tritt der Druckabfall in unter 0,5 Sekunden auf, spricht man von einer explosiven Dekompression. Diese Form des Druckabfalls tritt besonders bei kleinen Flugzeugen in großer Höhe auf. Beim Druckabfall tritt ein lauter Knall auf. Auf einer Flughöhe von über 4.270 m werden die Sauerstoffmasken automatisch aktiviert. Diese Form des Druckabfalls tritt vor allem durch Strukturversagen auf. Meist geht der Druckabfall von Fenstern oder Türen aus, Ursache kann aber auch Beschuss der Flugzeuges sein. Folge kann eine Hypoxie sein.
Beispiele:
- Unfallserie der Comet 1 (1953–1954)[8]
- Malaysia-Airlines-Flug 17 (2014)[7]

### Schnelle Dekompression
Die Schnelle Dekompression tritt ähnlich wie die explosive Dekompression vor allem durch strukturelles Versagen auf. Bei großen Flugzeugen ist diese Form häufiger als die explosive Dekompression, da das große bedruckte Luftvolumen in Verkehrsflugzeugen auch durch größere Öffnungen einige Zeit zum Entweichen benötigt.
Beispiel:
- Alaska Airlines Flug 1282 (2024)[9]

### Langsame Dekompression
Hierbei entweicht die Luft über einen so langen Zeitraum, dass Menschen dies oft gar nicht bemerken. Ursachen können Fehlfunktionen des Bedruckungssystems, undichte Türdichtungen oder Risse in Fenstern sein.
Beispiele:
- Ein bekanntes Beispiel für dieses Szenario ist Helios-Airways-Flug 522 (2005), bei dem die Piloten das Bewusstsein verloren, während das Flugzeug im Steigflug war. Die Bedruckung der Kabine war in einen manuellen Modus geschaltet worden, was die Piloten allerdings nicht erkannten. Sie hatten zudem keine Schulung für den Umgang mit langsamer Dekompression erhalten.[10]

## Folgen

### Ohne strukturelle Beeinträchtigung des Flugzeugs
Durch einen plötzlichen Druckabfall in der Flugzeugkabine kommt es gemäß der Gasgesetze zur starken Abkühlung des Innenraums. Dadurch kondensiert die in der Luft enthaltene Feuchtigkeit, es bildet sich Nebel in der Kabine. Ist der Flugzeugrumpf offen, ist zu berücksichtigen, dass die Temperatur in einer typischen Reisehöhe von 10,7 km bzw.(gerundet) 35.100 Fuß nur noch −54 °C beträgt.
Die Folgen für den Menschen betreffen Crew und Passagiere gleichermaßen. Durch die Ausdehnung von Luft oder Gasen in Körperhöhlen kann es zur Ausbildung von Barotraumata kommen. Schmerzen im Mittelohr, den Nasennebenhöhlen, kariösen Zähnen können die Folge sein. Auch gasgefüllte Darmschlingen vergrößern natürlich ihr Volumen. Der schnelle Druckabfall kann auch eine Dekompressionskrankheit auslösen. Im Blut gelöster Stickstoff perlt dann aus und kann im Extremfall zu einer Embolie führen. In jedem Fall ist der akute Sauerstoffmangel gefährlich, weil der Sauerstoffpartialdruck in der Atemluft nicht mehr ausreicht, den Sauerstoffbedarf des Körpers zu decken. Der menschliche Körper hat keine Reserven für Sauerstoff; die Sauerstoffsättigung des Blutes fällt daher schnell, in Abhängigkeit von der Höhe, in der es zu dem Ereignis kam, auf lebensbedrohliche Werte. Das Gehirn als besonders für Sauerstoffmangel empfindliches Organ reagiert schnell mit einer Einschränkung des Bewusstseins bis hin zur Bewusstlosigkeit.
Im Gegensatz zum Höhenbergsteigen tritt die Änderung der Sauerstoffsättigung schlagartig ein und eine Akklimatisation findet nicht statt. Aus der Tatsache, dass gesunde, trainierte Bergsteiger in Höhen von 8.000 m noch handlungsfähig sind, kann daher nicht auf Crewmitglieder und Passagiere geschlossen werden, die im Falle eines derartigen Ereignisses, den Luftdruck betreffend, quasi schlagartig mehrere tausend Meter nach oben katapultiert werden, und dadurch – abhängig von Alter und Gesundheitszustand – eingeschränkt werden können.
Die Zeit, die den Betroffenen noch zum sinnvollen Handeln verbleibt, wird als time of useful consciousness (TUC) oder auch Effective Performance Time (EPT) bezeichnet. Diese Zeit verkürzt sich abhängig von der Flughöhe. Bei einer Flugfläche von 250, also 7.620 m (25.000 ft), wird die TUC noch mit drei bis fünf Minuten angegeben, bei einer Flugfläche von 350 (10,7 km, 35.000 ft) hingegen nur noch mit 30 bis 60 Sekunden. Von einem Überraschungsmoment oder der Handlungsblockierung durch Panik ist hier noch nicht die Rede. Flugflächen von über 300 und bis 510 (15.545 m) können z. B. mit Learjets erreicht werden. Bei einer Flugfläche von 500 verbleiben nur noch neun bis zwölf Sekunden zum sinnvollen Handeln. Je schneller die Dekompression eintritt, desto kürzer wird die zur Verfügung stehende Zeit und reduziert sich bei schneller Dekompression und Flugflächen über 400 auf weniger als zehn Sekunden.

### Mit Beschädigung des Flugzeugs
Bei einem beschädigten Flugzeugrumpf kann ein derart heftiger, explosiver Druckabfall auftreten, so dass wichtige Strukturen des Flugzeuges zerstört werden. Hierbei sind bei Flugzeugunfällen zum Beispiel die folgenden Szenarien aufgetreten:
- Bei dem Unfall des Turkish-Airlines-Fluges 981 wurde eine Frachttür einer DC-10 nicht korrekt verriegelt; der mangelhaft konstruierte Verschlussmechanismus trug hierzu bei. Der plötzliche Druckabfall im Frachtraum führte dazu, dass der Boden der Passagierkabine dem Druckunterschied nachgab. Dabei wurden sämtliche Steuerseile, die vom Cockpit direkt unterhalb des Kabinenbodens zum Heck verlaufen, beschädigt. Das Flugzeug stürzte in der Nähe von Paris ab, alle 346 Personen an Bord kamen ums Leben. Dieser Unfall trug mit dazu bei, dass heutzutage alle Passagierflugzeuge über einen Druckausgleich zwischen Passagier- und Frachtraum verfügen müssen, um einen Kollaps des Bodens zu verhindern. (1974, bis dahin schwerster Flugunfall)
- Bei dem Japan-Airlines-Flug 123 (1985, Seitenleitwerk bricht) und dem China-Airlines-Flug 611 (2002: Rumpf bricht, alle 225 Insassen sterben) führte eine unsachgemäß durchgeführte Reparatur eines Tailstrike-Schadens Jahre später jeweils zu einem explosiven Druckabfall, welcher zum Absturz führte. Der Flug 123 ist bis heute – mit 520 Todesopfern – der schwerste Unfall, bei welchem ein einzelnes Flugzeug beteiligt war.
- Bei zwei Unfällen der De Havilland DH.106 Comet im Jahr 1954 – BOAC-Flug 781 und South-African-Airways-Flight 201 wurde eine fortschreitende, konstruktionsbedingte Materialermüdung festgestellt, die an der Abdeckung des Radiokompasses auftrat. Beide Flugzeuge stürzten aufgrund eines explosiven Druckabfalls ab.
- Bei dem Saudia-Flug 162 verursachte ein Reifenplatzer während des Fluges ein Loch im Kabinenboden. Durch den plötzlichen Druckabfall wurden zwei an Bord befindliche Kinder aus dem Flugzeug gerissen. (1980)
- Bei dem Southwest-Airlines-Flug 1380 im April 2018 von New York (LaGuardia) mit dem Ziel Dallas explodierte ein Triebwerk. Zumindest ein Triebwerksteil durchschlug ein Fenster und verletzte eine dort sitzende Passagierin, die von der daraufhin durch die Fensteröffnung ausströmenden Kabinenluft aus dem Fenster gedrückt und von anderen Passagieren zurückgehalten wurde. Notlandung in Philadelphia, 1 Todesfall, mehrere leicht Verletzte.[13]

## Maßnahmen im Notfall

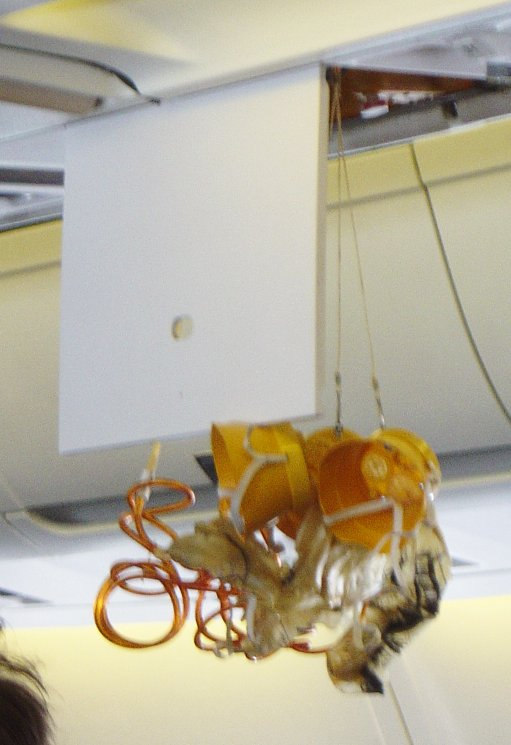
Geöffnetes Fach mit den Sauerstoffmasken in der Passagierkabine

Verkehrsflugzeuge sind über jedem Sitz und auch in den Toiletten mit Sauerstoffmasken ausgerüstet, die sich in der Kabinendecke befinden und bei einem Druckabfall automatisiert durch Öffnen der Klappen ins Gesichtsfeld der Passagiere fallen. Erst durch den Zug an der Maske zum Passagier hin wird die Sauerstoffzufuhr aktiviert. Dieses Ziehen an einer Reißleine zündet den chemischen Sauerstoffgenerator und setzt die Produktion von Sauerstoff in Gang. Dieser chemische Sauerstoffgenerator ist unmittelbar über den Masken unter einer Abdeckung angebracht und kann für ca. 12 bis 15 Minuten fast 100 % reines Sauerstoffgas liefern. Da bei einem Außendruck wie in 10 km Flughöhe bei normaler Atemluft mit ca. 21 % Sauerstoffanteil in ca. 15 Sekunden Bewusstlosigkeit wegen Sauerstoffmangel eintritt, soll sich jeder Passagier, der das Herunterfallen der Masken bemerkt, sofort eine Maske aufsetzen und erst danach benachbarten Passagieren helfen und die Situation in seiner Umgebung abklären. Durch die Sauerstoffmaske wird nicht der Druckabfall in der Kabine kompensiert, sondern unter der Maske wird der Partialdruck von Sauerstoff gesteigert. Dadurch können die Lungen auch bei geringem Druck genügend Sauerstoff aufnehmen.
In Erwartung des bevorstehenden Sinkfluges hat sich der Passagier, sofern noch nicht geschehen, anzuschnallen. Das Einnehmen der Brace position ist zu empfehlen. Das Einklappen des Tisches im Flugzeugsitz vor ihm und Senkrechtstellen der eigenen Lehne sind die üblichen Maßnahmen bei der Erwartung einer Notlandung. Die Vorgehensweise bei einem Druckabfall im Flugzeug wird, da gesetzlich vorgeschrieben, vor Beginn eines Fluges durch die Flugbegleiter erläutert, wobei auch Videovorführungen zu Hilfe genommen werden. Die in der Tasche des Flugzeugsitzes befindliche Sicherheitsinformation enthält diese Hinweise auch.
Die Piloten müssen als erste Maßnahmen ihre eigenen Sauerstoffmasken aufsetzen, einen Notabstieg (englisch emergency descent) im steilen Sinkflug durchführen, um auf eine Flughöhe von 3 km zu sinken, und gegenüber der Flugsicherung den Notfall deklarieren. Ein derartiger Notabstieg kann auf die Passagiere wie ein „Abstürzen“ wirken, ist jedoch ein kontrollierter Flug. In dieser Höhe ist die Luft mit geringem Sauerstoffanteil dank des höheren Luftdrucks wieder atembar. Dabei darf die maximal zulässige Fluggeschwindigkeit nicht überschritten werden. Zur Unterstützung werden die Luftbremsen (falls vorhanden) ausgefahren. In Absprache mit der Flugsicherung kann dann eine bevorzugte Landung durchgeführt werden.
Werden die Piloten bewusstlos, kann die Folge sein, dass der Autopilot Höhe und Kurs beibehält und das Flugzeug bis zum Versagen der Triebwerke durch Treibstoffmangel weiterfliegt. Der Tod von Payne Stewart wird auf ein solches Ereignis zurückgeführt.
Airbus baut als erste Firma ein Sicherheitssystem in Passagierflugzeuge ein, das auch bei einer Bewusstlosigkeit der Piloten das Flugzeug in eine sichere Höhe bringt. Das System namens AED (automated emergency descent) wird seit März 2018 in den neuen Airbus A350-1000 eingebaut. Diese neue Sicherheitsfunktion schaltet bei Abfall des Kabinendrucks unter eine kritische Grenze automatisch den Autopiloten ein, der das Flugzeug auf eine Höhenlage mit für normale Atmung ausreichenden Luftdruck bringt (ca. 3000 m), wenn die Crew nicht innerhalb von 15 Sekunden reagiert.

## Häufigkeit und Beispiele
Aus der Perspektive des einzelnen Fluggastes gesehen ist ein gefährlicher Abfall des Kabinendruckes eine eher unwahrscheinliche Situation. Allerdings kommt es in der Gesamtheit der Luftfahrt immer wieder zu derartigen Zwischenfällen. Piloten und Flugbegleiter werden darauf trainiert, ihnen zu begegnen. Die flugmedizinische Gesellschaft Neuseelands ging im Jahre 2000 von jährlich 40 bis 50 derartigen Ereignissen weltweit aus.
Als tragische Beispiele für einen Absturz aufgrund eines Druckabfalls gelten unter anderem der Helios-Airways-Flug 522 und der Turkish-Airlines-Flug 981. Der British-Airways-Flug 5390, Aloha-Airlines-Flug 243 und die Notlandung einer Boeing 737 in Limoges am 25. August 2008 hingegen sind Beispiele einer erfolgreich bewältigten derartigen Situation. Was in der Presse, die Notlandung in Limoges betreffend, als „Absacken“ des Flugzeugs um 8000 Meter beschrieben wurde, war tatsächlich der lebensrettende Notabstieg. Die Passagiere beschrieben später einen starken Temperaturabfall in der Maschine und klagten über Nasen- und Ohrenschmerzen.